# Кам'янопотоківська сільська рада
Кам'янопотоківська сільська рада — колишній орган місцевого самоврядування в Кременчуцькому районі Полтавської області з центром у селі Кам'яні Потоки.

## Населені пункти
1. с. Кам'яні Потоки
2. с. Ройове
3. с. Садки
4. с. Чикалівка

## Історія
8 листопада 2019 року шляхом об'єднання Білецьківської та Кам'янопотоківської сільських рад було утворено Кам'янопотоківська сільська громада.